# ハーシェル・ヤンチース
ハーシェル・ヤンチース（Herschel Jantjies、1996年4月22日 - ）は、トップ14のアビロン・バイヨンヌに所属するラグビーユニオン選手。

## プロフィール
- 南アフリカ・ステレンボッシュ出身。
- ポジションはスクラムハーフ(SH)。
- 身長 167cm、体重 75kg[1]
- 南アフリカ代表キャップは10（2020年3月現在）でラグビーワールドカップ2019の南アフリカ代表に選ばれた[2]。

## 略歴
ウェスタン・プロヴィンス、スカーレッツを経て、2018年、ストーマーズに加入。 